# Agnès Ferré i Cañellas
Agnès Ferré i Cañellas és una política bisbalenca militant de Centrem i alcaldessa de la Bisbal del Penedès des de 2015.
És llicenciada en Administració i Direcció d'Empreses per la Universitat de Barcelona. Entrà a la política el 2003 militant a Convergència Democràtica de Catalunya i com a regidora de cultura, joventut i festes. Arran de la mort de l'alcalde Joan Poch, el març de 2005 va ser anomenada alcaldessa del municipi de la Bisbal del Penedès. A les eleccions municipals a Catalunya del 2007 es presentà per a alcaldessa de la Bisbal del Penedès, sense ser-ho altre cop, essent succeïda com a alcalde per Josep Maria Puigibet i Mestre. Fou regidora de CiU a la Bisbal havent-se presentat com a número dos de la llista municipal a les eleccions municipals del 2011.
El 2022 es va incorporar al projecte de partit polític de Centrem, liderat per Àngels Chacón.